# Centrum Rozwoju Przemysłów Kreatywnych
Centrum Rozwoju Przemysłów Kreatywnych (CRPK) – państwowa instytucja kultury, utworzona w 2022 roku na podstawie zarządzenia Ministra Kultury i Dziedzictwa Narodowego. Jej zadaniem jest wspieranie i łączenie branż kreatywnych.

## Lokalizacja
Centrum jest zlokalizowane w kompleksie byłej drukarni Polskiej Agencji Prasowej na warszawskim Kamionku. Dodatkowo, od strony ul. Chodakowskiej, w 2023 uruchomiono nową, zewnętrzną halę „Laboratoria Przyszłości”.